# Lilla Björkegöl
Lilla Björkegöl är en sjö i Alvesta kommun i Småland och ingår i Mörrumsåns huvudavrinningsområde.